# フォアシティ・プラス
フォアシティ・プラス（Forcity Plus）は、チェコのシュコダ・トランスポーテーションが展開する路面電車車両ブランドの1つ。車内の大部分が低床構造となっている超低床電車（部分超低床電車）である。

## 概要
シュコダ・トランスポーテーションが展開する超低床電車であるフォアシティ（Forcity）のうち、両端の台車に回転軸を持つボギー台車（動力台車）を配した車種。これに伴い、一部の車種は車端部分が高床式となり移動の際にはステップを通る必要が生じている一方、狭軌の路面電車路線にも対応可能となる他、曲線走行時の車輪やレールの摩耗が減少する効果がもたらされる。中間車体に設置されている台車は回転軸を持たない構造になっており、路線条件に応じて主電動機や制御装置が設置されていた動力台車、これらが設置されていない付随台車を選択する事が出来る。
一部車種に存在する高床部分（515 mm）を除いた車内の床上高さは350 mmで、両開き式の乗降扉は全て低床部分に設置されている。車内には車椅子やベビーカーが設置可能なフリースペースが存在する他、車内案内表示装置や監視カメラも搭載されており、運転室を含めて冷暖房が完備されている。車体・車内双方を含めたデザインはチェコのインダストリアル企業であるAufeer Designが手掛けている。
2025年の時点で、フォアシティ・プラスは以下の車種が展開されている。集電装置（シングルアーム式パンタグラフ）が設置されている車体の台車は主電動機や制御装置が設置されていない付随台車である。
- 29T - 5車体連接車、片運転台、乗降扉は右側面にのみ設置。低床率は88 %[5]。
- 30T - 5車体連接車、両運転台、乗降扉は両側面に設置。低床率は92 %[注釈 1][6]。
- 46T・47T・48T - 3車体連接車、片運転台、乗降扉は右側面のみに設置。低床率は71 %[11]。
- 52T - 5車体連接車、片運転台、乗降扉は右側面にのみ設置。低床率は100 %[13]。

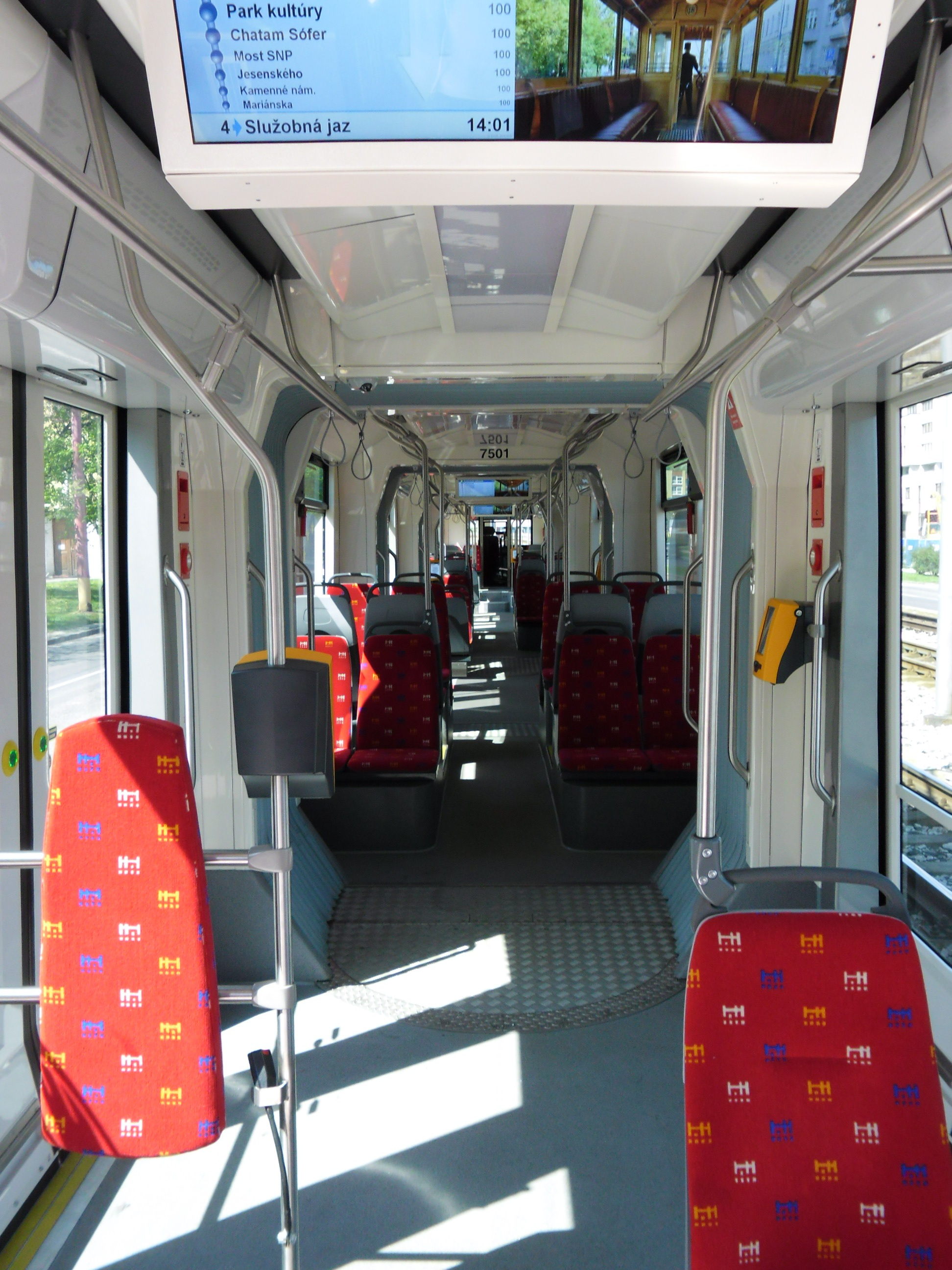
車内（30T）
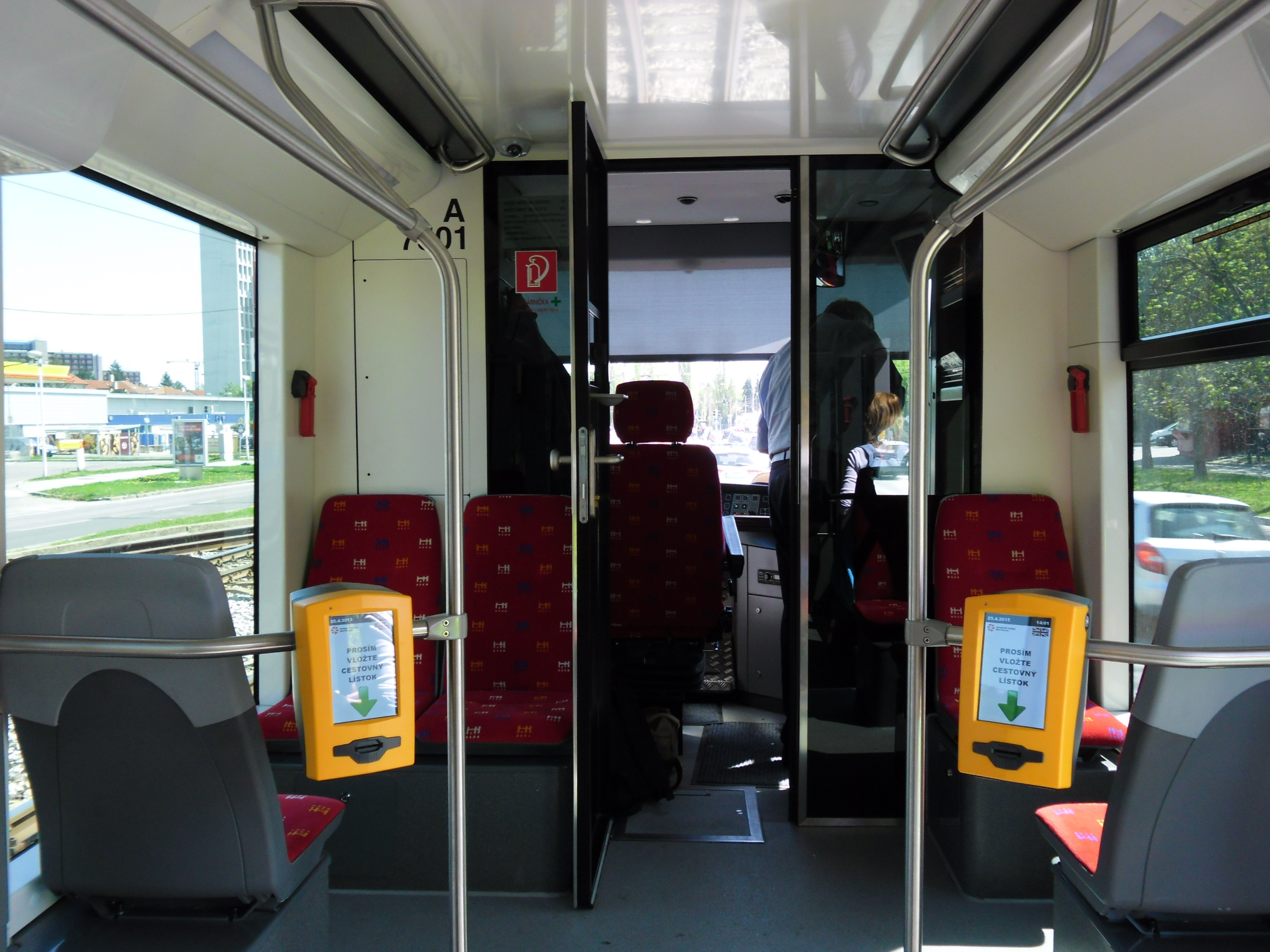
車内（30T）（運転台付近）
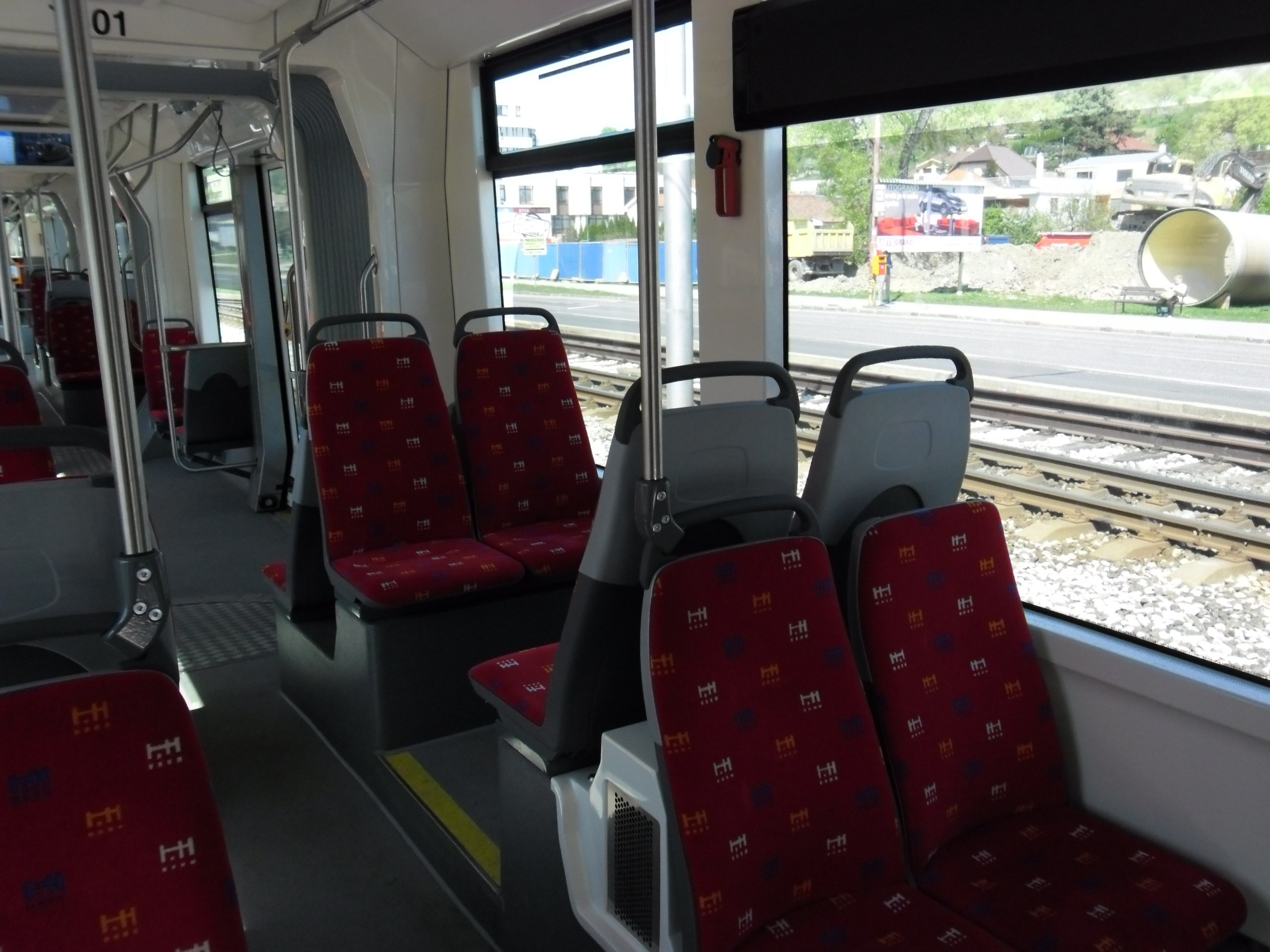
車内（30T）（中間車体）

## 運用

### ブラチスラヴァ
スロバキアの首都・ブラチスラヴァで路面電車（ブラチスラヴァ市電）を始めとする公共交通機関を運営するブラチスラヴァ交通企業会社は、2013年にシュコダ・トランスポーテーションとの間にフォアシティ・プラス導入に関する契約を結んだ。契約金額のうち半分は欧州連合（80.75 %）、ブラチスラヴァ県（14.25 %）、ブラチスラヴァ市（5 %）からの補助金によって賄われた。最初の車両は2014年11月に一般公開が実施された後、試運転を経て翌2015年4月28日から営業運転を開始しており、追加発注分も含めた60両（29T：30両、30T：30両）は2016年までに導入が完了している。更に2020年に実施された入札に基づき、塗装変更や内装の改良が施された29Tの増備車20両の追加発注が行われており、2023年中に全車導入されることになっている。2019年12月に実施されたダイヤ改正以降、29Tは各系統で使用されている一方、両運転台の30Tは終端にループ線が存在しないペトルジャルカ方面の系統へ集中的に導入されている。

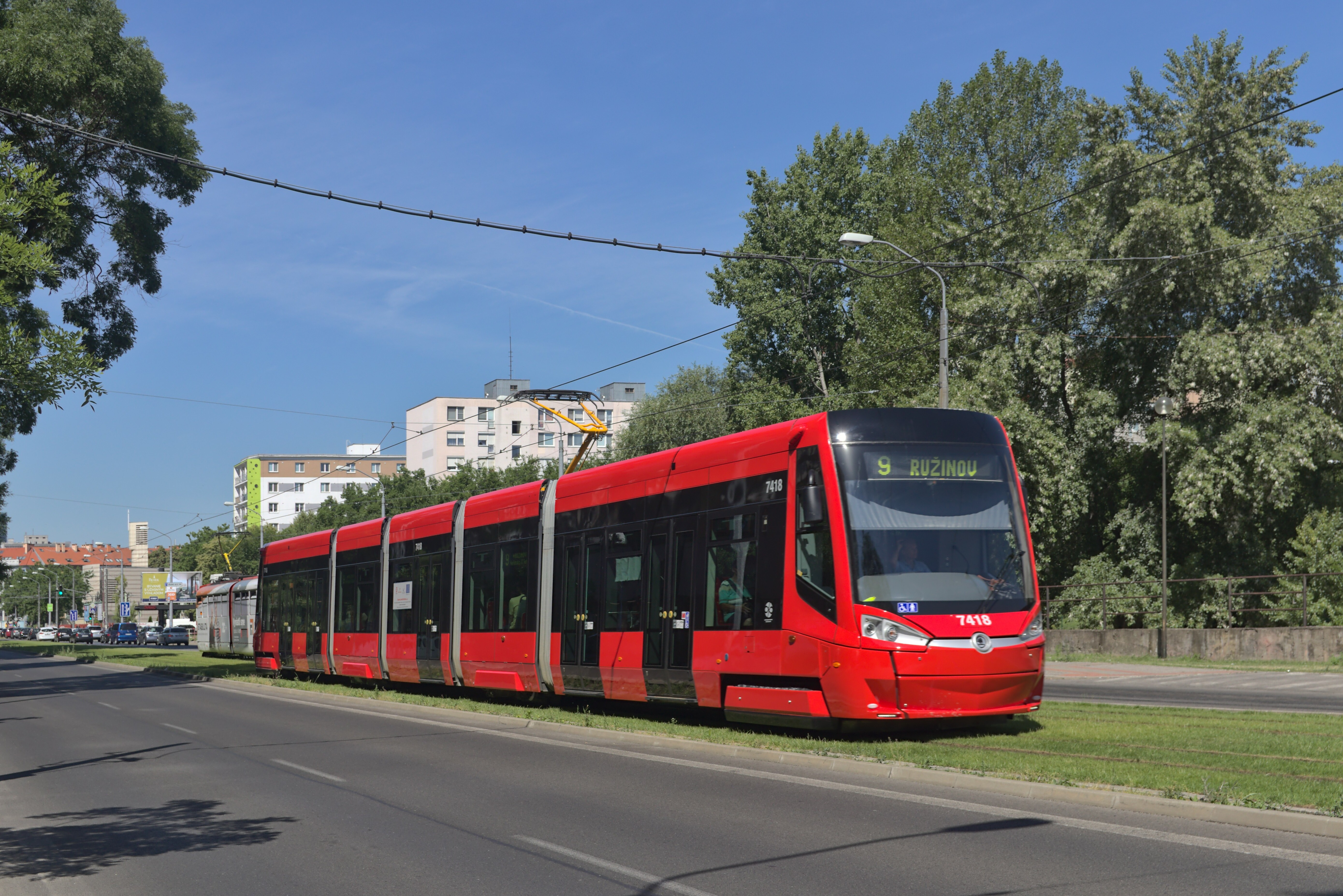
29T（2017年撮影）
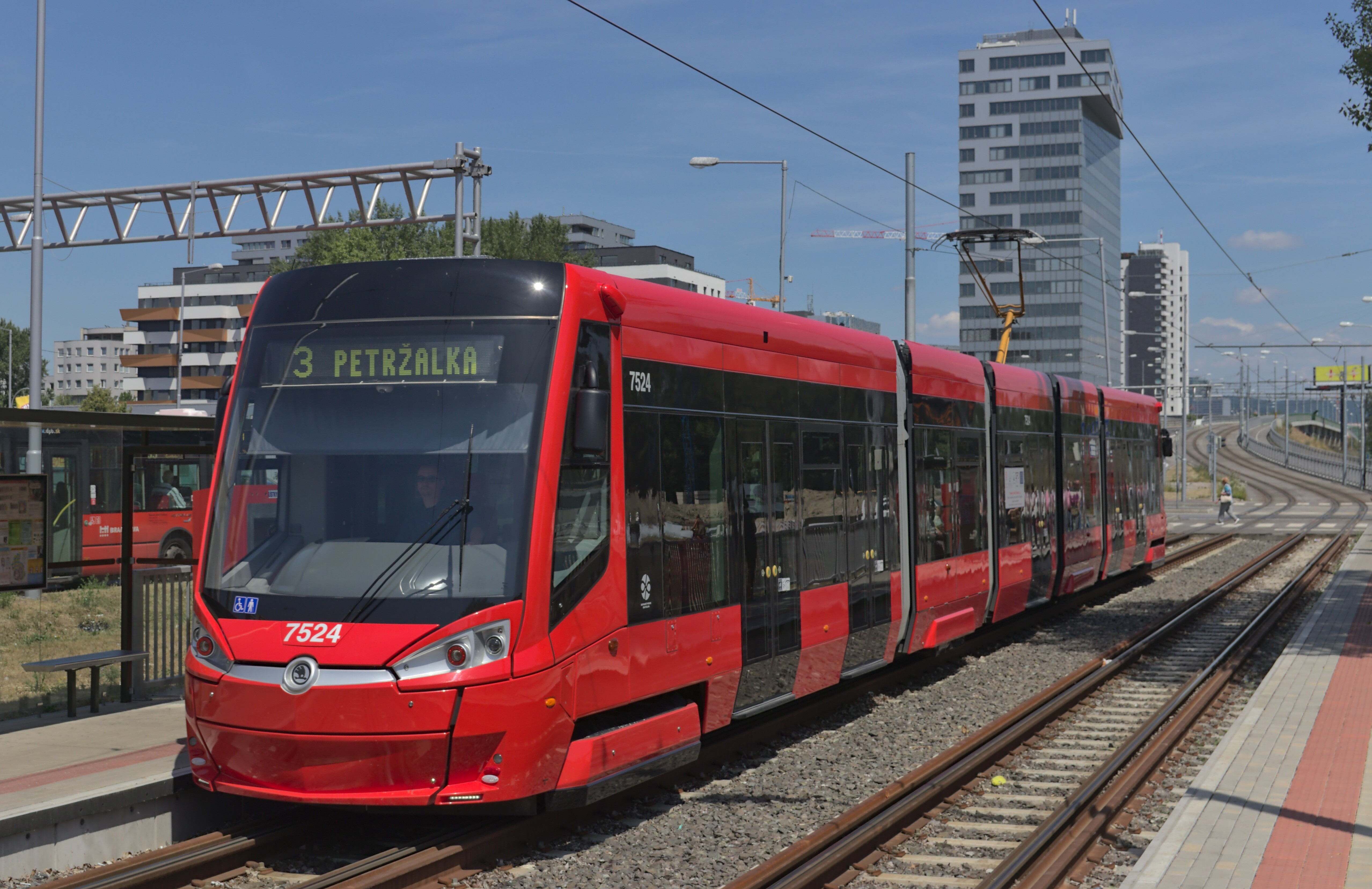
30T（2017年撮影）

### ブランデンブルク州
2021年、シュコダ・トランスポーテーションはドイツのブランデンブルク州の路面電車のうち、フランクフルト（オーダー）市電（フランクフルト・アン・デ・オーダー）、コトブス市電（コトブス）、ブランデンブルク市電（ブランデンブルク・アン・デア・ハーフェル）の運営事業者が共同で実施した新型電車に関する入札権を獲得し、これらの路線に向けて3車体連接式・片運転台のフォアシティ・プラスを製造する事を発表した。これは老朽化が進んでいた既存の車両の置き換えを目的としたもので、以下の両数が導入される事になっている。

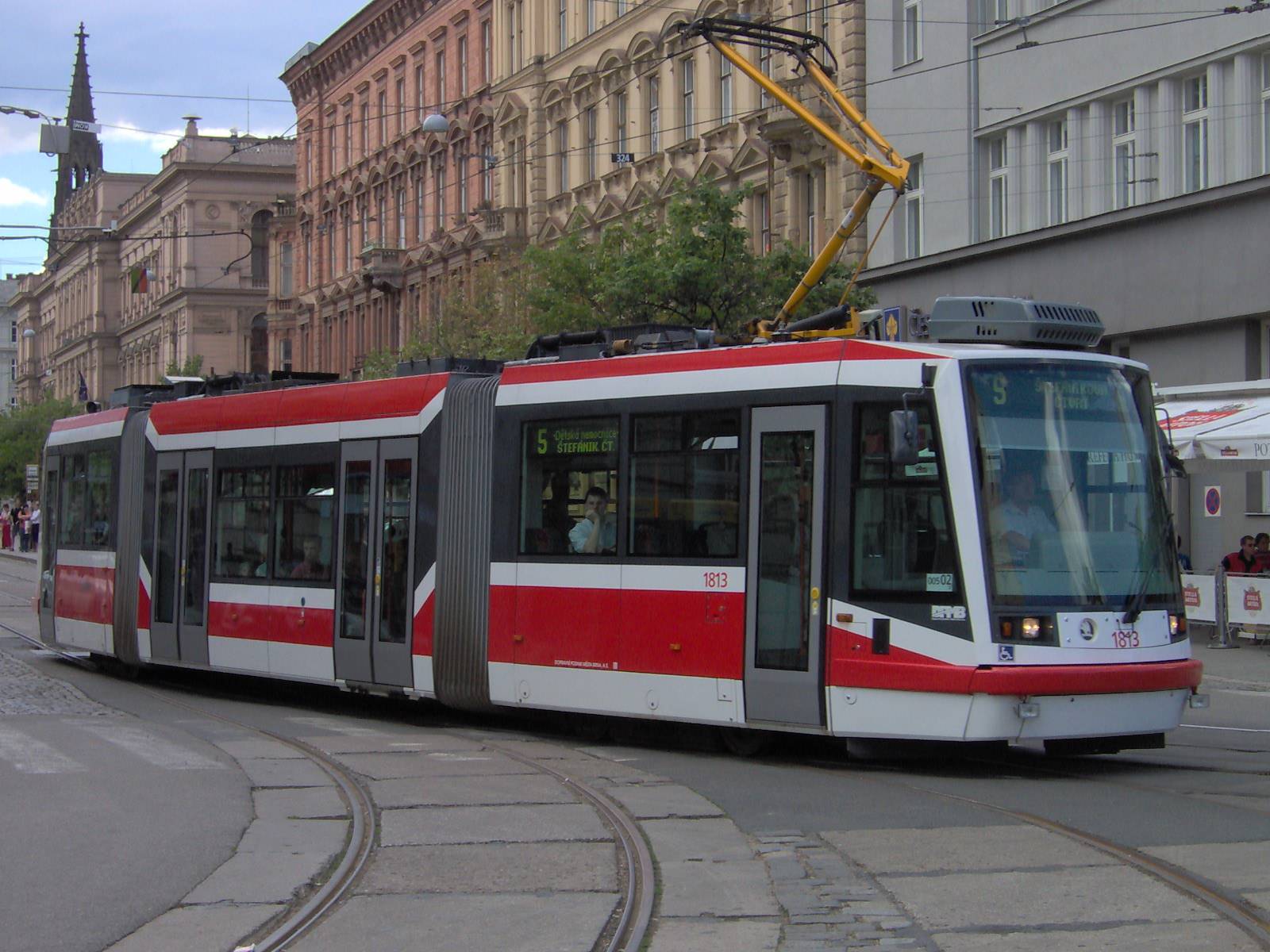
フランクフルト（オーダー）市電 - 13両。形式名は「シュコダ46T」[24]。
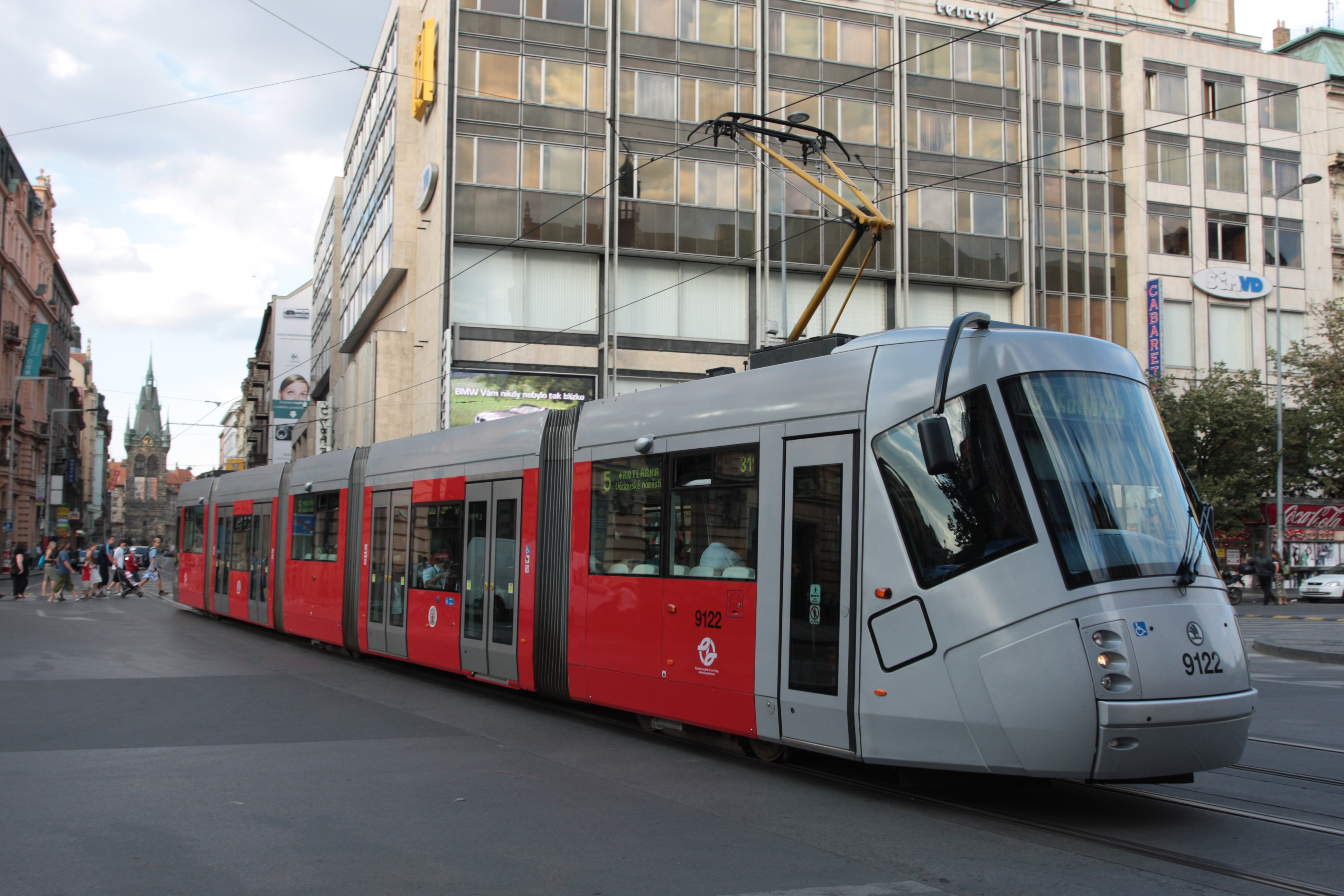
エレクトラ
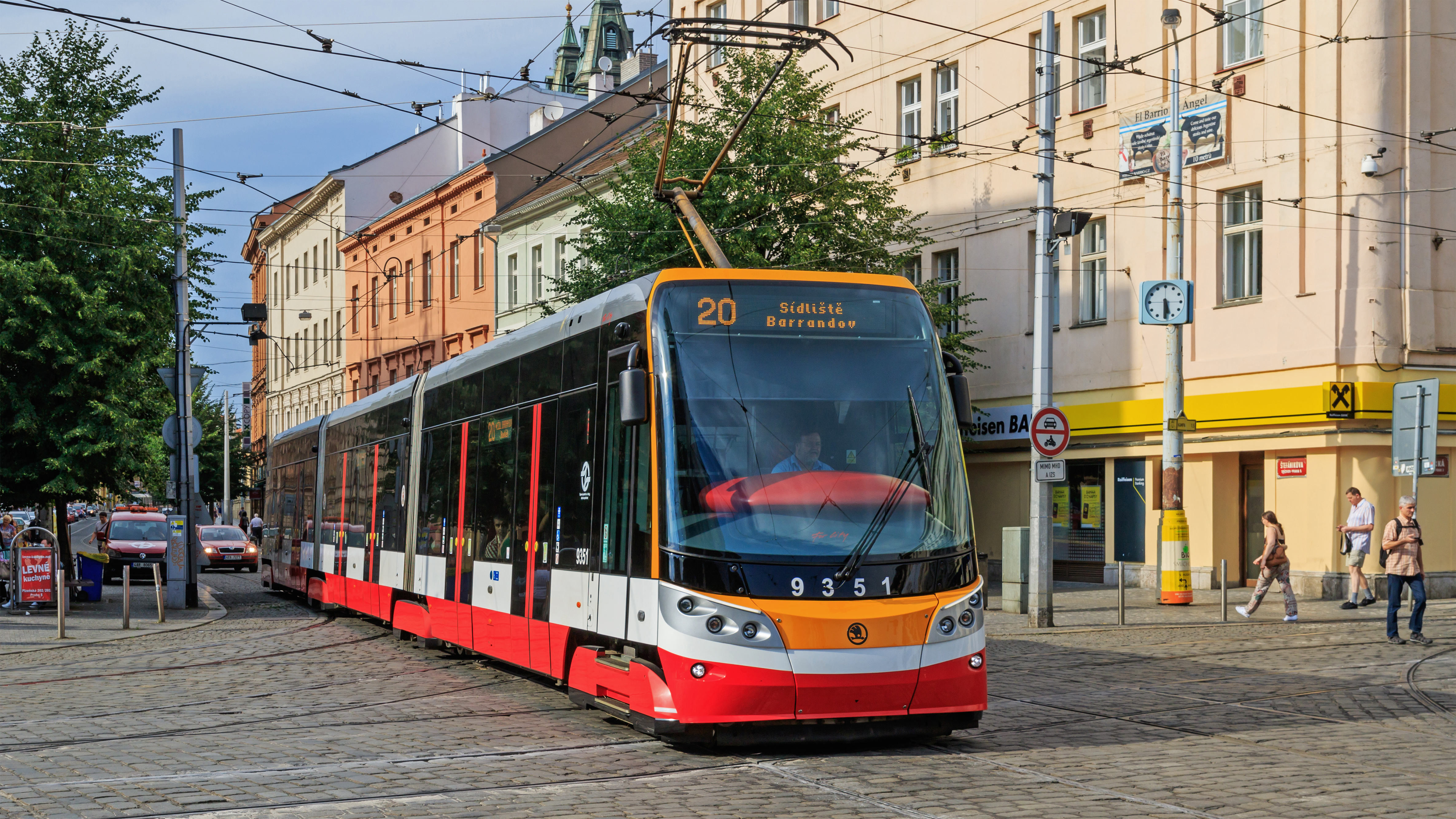
フォアシティ・アルファ
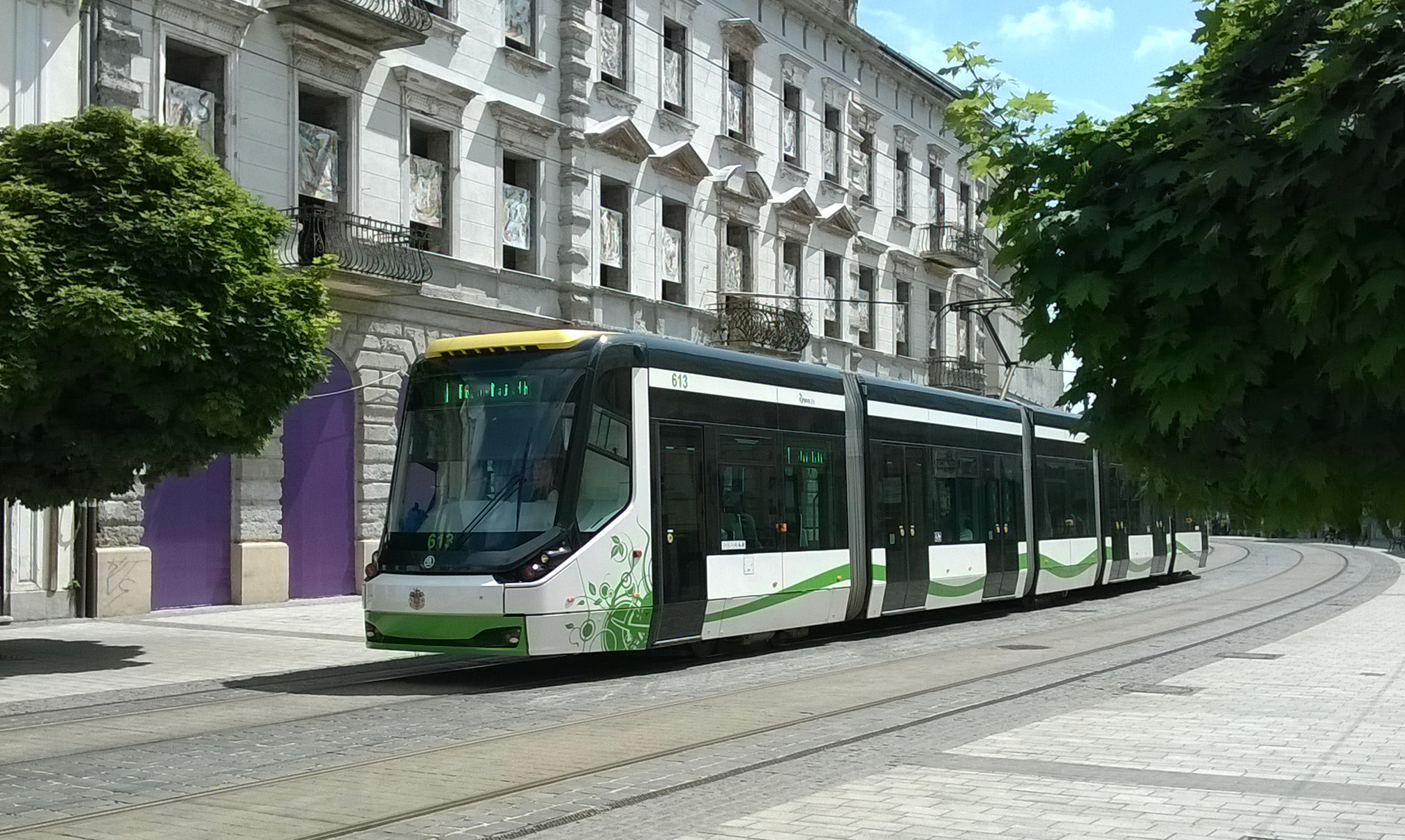
フォアシティ・クラシック
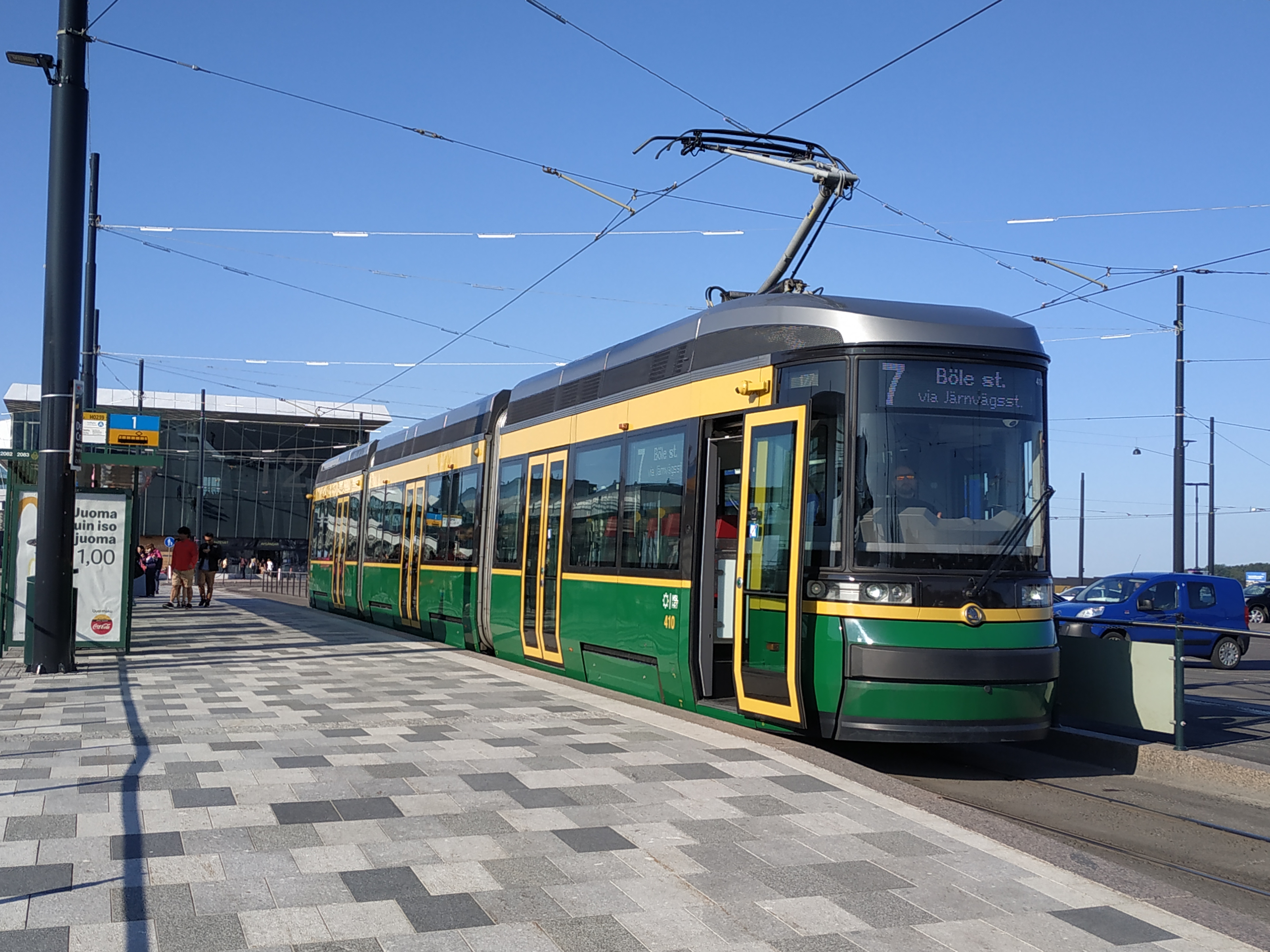
フォアシティ・スマート

- コトブス市電 - 22両。形式名は「シュコダ47T」[25]。
- ブランデンブルク市電 - 8両＋オプション分4両。形式名は「シュコダ48T」。

### プラハ
2023年、チェコの首都・プラハで路面電車（プラハ市電）を運営するプラハ公共交通会社は、シュコダとの間に最大200両の新型路面電車車両の製造に関する契約を結んだ。これに基づき、シュコダは曲線や勾配区間が多いプラハ市電の路線に適したフォアシティ・プラスの1車種である52Tを開発し、2025年以降納入する事になっている。これらの車両は5車体連接式・片運転台で、全車体の床上高さを350 mmに抑えた100 %低床構造となっているのが特徴である。

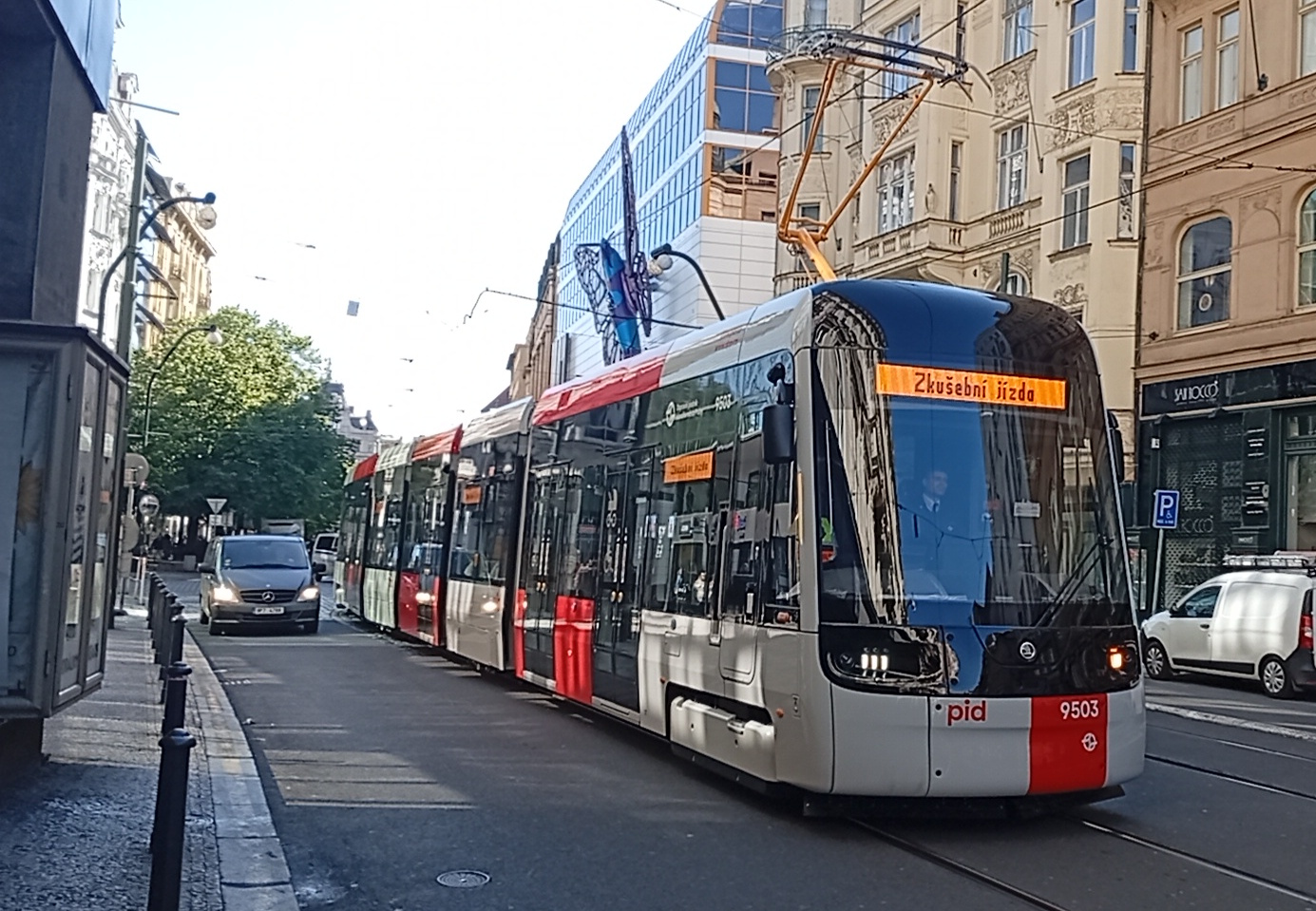
シュコダ52T（2025年撮影）